# Michele Carafa de Colobrano
Michele Enrico Francesco Vincenzo Aloisio Paolo Carafa de Colobrano (Napels, 17 november 1787 – Parijs, 26 juli 1872) was een Italiaans componist en dirigent.

## Levensloop
Carafa de Colobrano werd als tweede zoon van Giovanni Carafa, prins van Colobrano en hertog van Alvita geboren. Volgens de wens van zijn vader zou hij een militaire loopbaan beginnen, maar hem werd ook de mogelijkheid geboden voor een muziekopleiding. Hij studeerde in Napels en vervolgens vanaf 1806 compositie bij Luigi Cherubini en piano bij Friedrich Kalkbrenner aan het Conservatoire national supérieur de musique in Parijs. Zijn vader zorgde er uiteindelijk voor, dat hij met de muziekstudie stopte, om carrière in het leger te maken. Hij werd eerste luitenant van het huzarenregiment in het Franse leger. Maar in Campotenese (1806) kwam hij in krijgsgevangenschap, werd bevrijd en nam aan de expeditie van Sicilië deel, waar hij kapitein werd.
In 1808 kwam hij terug naar Napels en zette zijn studies voort bij Fedele Fenaroli aan het Conservatorio di San Pietro a Majella di Napoli. In hetzelfde jaar huwde hij ook met Antoniette d'Aubenton (of: Daubenton). Onder de druk van zijn vader ging hij opnieuw in het leger en diende onder de toenmalige Koning van Napels en Maarschalk van Frankrijk Joachim Murat in de veldtocht van Napoleon naar Rusland. Later werd hij benoemd in het Franse Legioen van Eer en werd hij na de slag van Ostrovno hoog gedecoreerd en benoemd tot baron van het Koninkrijk Italië (1805-1814).
Na 1814 verliet hij het leger om zich helemaal aan de muziek te wijden. Nadat hij als student al door een aantal cantates en opera's voor amateurs overtuigd had, werkte hij spoedig als veelgevraagd operacomponist, eerst in Napels en later ook in Parijs. Zijn eerste grote succes had hij met Gabriella di Vergy (1816). In deze tijd valt ook een intensieve en levenslange vriendschap met Gioacchino Rossini, die hij stilistisch beïnvloedde. Als muziekdirecteur van het Teatro San Carlo in Napels werkte hij mee aan Adelaide di Borgogna en hij leverde een aria tot Rossini's Mose in Egitto (1818).
Intussen internationaal succesrijk werd Carafa de Colobrano in 1821 aan het Théâtre national de l'Opéra-Comique in Parijs benoemd. Daar schreef hij de opera Jeanne d'Arc ou La Délivrance d'Orléans, die hij opdroeg aan zijn voormalige leraar Luigi Cherubini. Tot zijn late werken, die in Parijs uitgevoerd werden, behoren bijvoorbeeld Le nozze di Lammermoor, La prison d'Edimbourg of Thérèse. In 1860 werd de Franse versie van Gioacchino Rossini's opera Semiramis uitgevoerd, waarvoor Carafa de Colobrano in opdracht van Rossini de balletmuziek schreef.
Carafa de Colobrano was van 1840 tot 1858 professor aan het Conservatoire national supérieur de musique in Parijs.

## Composities

### Muziektheater

#### Opera's
| Voltooid in | titel | aktes             | première                                                   | libretto                                                                                    |
| ----------- | --- | ----------------- | ---------------------------------------------------------- | ------------------------------------------------------------------------------------------- |
| 1802        | Il fantasma | 2 aktes           | 1802, Napels, Teatro del Principe Caramanico               |                                                                                             |
| 1805        | Il prigioniero |                   | 1805, Napels                                               |                                                                                             |
| 1806        | La musicomania | 1 akte            | 1806, Parijs                                               | René-Charles Guilbert de Pixérécourt                                                        |
| 1814        | Il vascello l'Occidente | 2 aktes           | 14 juni 1814, Napels, Teatro del Fondo                     | Andrea Leone Tottola                                                                        |
| 1815        | La gelosia ossia Mariti aprite gli occhi | 1 akte            | carnaval 1815, Napels, Teatro San Giovanni dei Fiorentini  | Andrea Leone Tottola                                                                        |
| 1816        | Gabriella di Vergi | 2 aktes           | 3 juli 1816, Napels, Teatro San Giovanni dei Fiorentini    | Andrea Leone Tottola                                                                        |
| 1817        | Ifigenia in Tauride | 2 aktes           | 19 juni 1817, Napels, Teatro San Carlo                     |                                                                                             |
| 1817        | Adele di Lusignano | 2 aktes           | 27 september 1817, Milaan, Teatro alla Scala               | Giuseppe Felice Romani                                                                      |
| 1818        | Berenice in Siria | 2 aktes           | 29 juli 1818, Napels, Teatro San Carlo                     | Andrea Leone Tottola                                                                        |
| 1818        | Elisabetta in Derbyshire ossia Il castello di Fotheringhay | 2 aktes           | 26 december 1818, Venetië, Teatro La Fenice                | Antonio Peracchi                                                                            |
| 1819        | Il sacrifizio d'Epito | 2 aktes           | 26 december 1819, Venetië, Teatro La Fenice                | Dalmiro Tindario                                                                            |
| 1820        | I due figaro o sia Il soggetto di una commedia | 2 aktes           | 6 juni 1820, Milaan, Teatro alla Scala                     | Giuseppe Felice Romani                                                                      |
| 1820        | La festa di Bussone | 2 aktes           | 28 juni 1820, Milaan, Teatro Ré                            | Silvio Pellico                                                                              |
| 1821        | Jeanne d'Arc ou La Délivrance d'Orléans | 3 aktes           | 10 maart 1821, Parijs, Théâtre national de l'Opéra-Comique | Marie Emmanuel Guillaume Marguerite Théaulon de Lambert en Armand d'Artois de Bournonville  |
| 1821        | La Capricciosa ed il soldato o sia Un momento di lezione | 2 aktes           | 26 december 1821, Rome, Teatro Apollo                      | Jacopo Ferretti                                                                             |
| 1822        | Le Solitaire | 3 aktes           | 22 augustus 1822, Parijs, Opéra-Comique                    | Eugène de Planard                                                                           |
| 1822        | Eufemio di Messina | 2 aktes           | 26 december 1822, Rome, Teatro Argentina                   | Jacopo Ferretti                                                                             |
| 1823        | Abufar, ossia La famiglia araba |                   | 28 juni 1823, Wenen, Kärntnertortheater                    | Giuseppe Felice Romani                                                                      |
| 1823        | Le Valet de chambre | 1 akte            | 16 september 1823, Parijs, Opéra-Comique                   | August Eugène Scribe, Mélesville, pseudoniem van: Anne Honoré Joseph Duveyrier              |
| 1823-1824   | Tamerlano |                   | niet uitgevoerd                                            |                                                                                             |
| 1824        | L'Auberge supposé | 3 aktes           | 26 april 1824, Parijs, Opéra-Comique                       | Eugène de Planard                                                                           |
| 1824        | Il sonnambulo | 2 aktes           | 13 november 1824, Milaan, Teatro alla Scala                | Giuseppe Felice Romani                                                                      |
| 1825        | La Belle au bois dormant | 3 aktes           | 2 maart 1825, Parijs, Théâtre de l'Opéra                   | Eugène de Planard                                                                           |
| 1825        | Gl'Italici e gl'Indiani | 1 akte            | 4 oktober 1825, Napels, Teatro San Carlo                   | Andrea Leone Tottola                                                                        |
| 1826        | Il paria | 2 aktes           | 4 februari 1826, Venetië, Teatro La Fenice                 | Gaetano Rossi                                                                               |
| 1827        | Sangarido ou Le Manteau blanc | 1 akte            | 19 mei 1827, Parijs, Opéra-Comique                         | Eugène de Planard en Jean Baptiste Pellissier, genoemd: Laqueyrie                           |
| 1827        | Les Deux Figaro ou Le Sujet de comédie | 3 aktes           | 22 augustus 1827, Parijs, Théâtre Odéon                    | Victor Tirpenne                                                                             |
| 1827        | Masaniello ou le Pêcheur napolitain | 4 aktes           | 27 december 1827, Parijs, Opéra-Comique                    | Charles François Jean Baptiste Moreau de Commagny en A. M. Lafortelle                       |
| 1828        | La Violette ou Gérard de Nevers | 3 aktes           | 7 oktober 1828, Parijs, Opéra-Comique                      | Eugène de Planard                                                                           |
| 1829        | Jenny | 3 aktes           | 26 september 1829, Parijs, Opéra-Comique                   | Jules-Henri Vernoy de Saint-Georges                                                         |
| 1829        | Le nozze di Lammermoor | 2 aktes           | 12 december 1829, Parijs, Théâtre-Italien                  | Luigi Balocchi                                                                              |
| 1830        | L'Auberge d'Auray | 1 akte            | 11 mei 1830, Parijs, Opéra-Comique                         | Charles François Jean Baptiste Moreau de Commagny en J. B. Rose Bonaventure Violet d'Epagny |
| 1831        | Le Livre de l'ermite | 2 aktes           | 11 augustus 1831, Parijs, Opéra-Comique                    | Eugène de Planard en Paul Duport                                                            |
| 1831        | La Marquise de Brinvilliers; samen met: Daniel-François-Esprit Auber, Désiré Alexandre Batton, Henri Montan Berton, Felice Blangini, François-Adrien Boïeldieu, Luigi Cherubini, André-Ferdinand Herold en Ferdinando Paër | 3 aktes           | 31 oktober 1831, Parijs, Opéra-Comique                     | August Eugène Scribe en Castil-Blaze, pseudoniem van: François-Henri-Joseph Blaze           |
| 1833        | La prison d'Edimbourg | 3 aktes           | 20 juli 1833, Parijs, Opéra-Comique                        | August Eugène Scribe en Eugène de Planard                                                   |
| 1833        | La Maison du rempart ou Une journée de la fronde | 3 aktes           | 7 november 1833, Parijs, Opéra-Comique                     | Mélesville, pseudoniem van: Anne Honoré Joseph Duveyrier                                    |
| 1835        | La Grande Duchesse | 4 aktes           | 16 november 1835, Parijs, Opéra-Comique                    | Mélesville, pseudoniem van: Anne Honoré Joseph Duveyrier en Pierre François Camus Merville  |
| 1838        | Thérèse | 2 aktes           | 26 september 1838, Parijs, Opéra-Comique                   | Eugène de Planard en Adolphe de Leuven                                                      |
| 1847        | Les Premiers Pas; samen met: Adolphe Adam, Daniel-François-Esprit Auber en Jacques-François-Fromental-Elie Halévy | proloog en 1 akte | 15 november 1847, Parijs, Opéra-National                   | Alphonse Royet en Gustave Vaëz                                                              |